# COOK音楽
『COOK音楽』（クック・ミュージック）は、毎日放送で2012年1月7日から2013年9月27日まで放送されていた音楽情報番組。スペースシャワーTVでも放送されている。毎日放送では文字多重放送を実施。2013年7月6日からは琉球放送でも放送開始。

## 概要
- 6人の女子小学生・Cookiiiiiids（クッキーッズ、Cook+Kidsの造語で、6つの「i」は6人の女子小学生を表す）がMCを務め（2012年9月までは、ももか・うぶ・りかの3人の女子小学生）、毎回キッチンスタジオに招いた一組のゲストアーティストにちなんだ料理を調理しながら、ゲストアーティストからこれまでの音楽履歴やプライベート、さらに最新楽曲についてなどを聞き出していく音楽番組。なおゲストアーティストは女子小学生に背中を向ける体勢でキッチンの前に座っており、調理した料理の試食は行わない[1]。
- この他、スペースシャワーTVオリジナルチャートをはじめ、ピックアップアーティストや最新エンターテイメント情報を紹介している。なお各コーナータイトルとCM前の内容予告では、じゃがポテ仮面が登場する。
- 毎週ゲストアーティストのグッズが当たるプレゼントクイズを行っている。番組の最後にゲストアーティストが番組内で話した内容に関する2択問題を出題。応募は正解だと思う電話番号に電話するテレドーム方式での受付となる。ただし、毎回どの箇所から出題されるかが分からないため、番組を最初から最後まで視聴する必要がある。

## 出演者

### 現在の出演者（CooKiiiiiids）
- ももか（上符百香）[2]
- うぶ（千野羽舞）[3]
- りな（柴田理名、2012年10月13日 -）[4]
- まほ（市川真帆、2012年10月13日 -）[5]
- るう（篠崎瑠侑、2012年10月20日 -）[6]
- かりん（小林果鈴、2012年10月28日 -）[4]

### 過去の出演者
- りか（- 2012年10月7日）

## スタッフ

### 現在のスタッフ
- ナレーター / 天の声：MITSUMI
- 企画：吉廣貫一、木米英治
- ディレクター：萩原哲也、岩田宣之、渡辺健太郎
- 編集/MA：aai
- 音響効果：岡崎宏
- CG/タイトルデザイン：4CF
- インターネット：荒木崇、菅野祐介
- AP：亀井博司、清水孝夫、岡部憲道
- プロデューサー：高橋俊博、幸山由佳、高橋正昭、吉江敏行
- 協力：ミリカ・ミュージック
- 制作：ゴッドキッズ
- 制作協力：スペースシャワーTV
- 制作著作：MBS

### 過去のスタッフ
- インターネット：横山孝文、小川篤志

## 放送時間

### 毎日放送
- 金曜25:35 - 25:50[7]

### スペースシャワーTV
- 日曜24:00 - 24:15
- 月曜8:45 - 9:00（リピート放送）

### 琉球放送
- 土曜6:45 - 7:00